# Agnes von Bayern
Agnes von Bayern (* 1276; † 1340) war durch Heirat Gräfin von Hessen und durch Wiederheirat Markgräfin von Brandenburg.

## Leben
Agnes war die Tochter des Herzogs Ludwig II. von Bayern und dessen Gemahlin Mathilde von Habsburg und wuchs mit ihren Geschwistern Rudolf I., Mechthild (Mathilde) (1275–1319, ⚭ 1288  Herzog Otto II. von Braunschweig-Lüneburg), Anna (* 1280, Nonne im Kloster Ulm) und Ludwig IV. (1282–1347, deutscher Kaiser) auf.
Am 15. Januar 1290 heiratete sie in Donauwörth den Landgrafen Heinrich von Hessen, Sohn des ersten hessischen Landgrafen und Begründers des hessischen Fürstenhauses Heinrich I. und dessen Gemahlin Adelheid von Braunschweig. Aus der Ehe ging die Tochter Agnes hervor. Sie wurde durch Heirat Gräfin von Nassau-Wiesbaden.
Nach Heinrichs Tod im Jahre 1298 heiratete sie den Markgrafen von Brandenburg Heinrich. Die Ehe brachte die Kinder Sophia (1300–1356, ⚭ Herzog Magnus I. von Braunschweig-Wolfenbüttel), Judith (⚭ 1318 Herzog Heinrich II. von Braunschweig-Grubenhagen),  Margaretha (1302–1347, Äbtissin im Weißenfelser Kloster St. Claren) 
und Heinrich II. von Brandenburg (1308–1320). 